# Helena Tynell
Hellin Helena Tynell, geboren als Hellin Helena Turpeinen (Äänekoski, 10 december 1918 - Tuusula, 18 januari 2016) was een Finse glaskunstenares en ontwerpster. Tynell wordt gezien als een pionier van modern Fins glas. Ze was de echtgenoot van ontwerper Paavo Tynell (1890–1973).

## Levensloop
Tynell werd geboren in Äänekoski op 10 december 1918. In 1938 begon ze met een studie aan de Hogeschool voor Kunstnijverheid in Helsinki waarvan ze in 1943 afstudeerde als modelontwerper. Na haar opleiding werkte ze tot 1946 bij Arabia en startte ze gelijktijdig als tekenaar bij verlichtingsfabrikant Oy Taito Ab waar ze haar latere echtgenoot Paavo Tynell leerde kennen. Via haar echtgenoot werd haar interesse in glas versterkt. In 1946 begon ze haar carrière bij glasproducent Riihimäki waar ze tot 1976 werkzaam was. Naast haar werk voor Riihimäki maakte ze als freelancer ook ontwerpen voor Iittala, Nuutajärvi, Flygsfors glasbruk, de Duitse fabrikanten Bega Leuchten en Glashütte Limburg alsmede voor de Amerikaanse producent Fostoria Glass. In 1946 werd haar werk voor het eerst tentoongesteld tijdens een expositie van Noordse kunst en ambachten in Stockholm.
Vanaf het begin van de jaren '50 begon Tynell zich steeds meer te richten op gebruiksglas, maar bleef kunstglas ontwerpen. In 1961 maakte Tynell een studiereis naar Italië en raakte geïnspireerd door kunst uit de renaissance. Haar werken kregen steeds meer een architectonische uitstraling. Deze stijlinvloed is te zien in de ontwerpen Castello en Rialto.
Een van haar bekendste werken voor Riihimäki is de Aurinkopullo-fles die geproduceerd werd tussen 1964 en 1974. In 2018 werden er naar aanleiding van de tentoonstelling Helena Tynell: From love to glass – and light in het Fins glasmuseum 300 stuks van de fles geproduceerd. Voor de flessen werd de kleur Reichenbach 039 (lichtblauw) gebruikt, de favoriete kleur van Tynell.
Ten ere van haar twintigjarig jubileum in 1966 hield Tynell een expositie in de kunstsalon Strindberg in Helsinki. Deze expositie was de eerste Finse glaskunsttentoonstelling die in een kunstgalerie gehouden werd.
Begin jaren '60 stopte Riihimäki met het produceren van verlichtingsglas en in 1976 met de productie van kunstglas wat het einde betekende van Tynells carrière bij Riihimäki. Tot de jaren '90 bleef Tynell werkzaam als glaskunstenaar en hield zich onder meer bezig met het ontwerpen van lampen voor Glasshütte Limburg. In 1993 werd Tynell onderscheiden met de Tuusula's 350e jubileumfondsprijs.

## Exposities
- Expositie van Noordse kunst en ambachten in Stockholm (1946)
- Expositie in de kunstsalon Strindberg in Helsinki (1966)
- Expositie in het Fins glasmuseum (1982, 1986)
- Helena Tynell: From love to glass – and light (2018), Fins glasmuseum (ter ere van Tynells 100ste geboortedag)

Haar werken zijn onderdeel van de vaste collecties van het Fins Glasmuseum in Riihimäki, het Designmuseum in Helsinki, het Nationalmuseum in Stockholm en het Corning Museum of Glass in Corning, New York.

## Publicaties
- Laurén, U. (2018). Helena Tynell : love for glass. The Finnish Glass Museum ISBN 9789525571813

- Gemeinsame Normdatei: 1036248208
- International Standard Name Identifier: 0000 0001 1000 0723
- KulturNav: 419932ca-bca0-4bd8-91ea-87ec34346bfe
- RKD-Nederlands Instituut voor Kunstgeschiedenis: 306429
- Union List of Artist Names: 500087336
- Virtual International Authority File: 96314208
- WorldCat: E39PBJtX9P6BmJvXQKfTt3RxjC